# Plectopsebium abdominale
Plectopsebium abdominale là một loài bọ cánh cứng trong họ Cerambycidae.